# Cementiri de Vilalba dels Arcs
El Cementiri de Vilalba dels Arcs és una obra de Vilalba dels Arcs (Terra Alta) inclosa a l'Inventari del Patrimoni Arquitectònic de Catalunya.

## Descripció
El cementiri està adossat a l'ermita de la Mare de Déu dels Dolors. S'accedeix a l'interior mitjançant una porta allindada amb un arc de maó per damunt. Formen la tanca la façana de dues capelles amb arcs de mig punt de pedra, avui en dia tapiats, i una espadanya, també de pedra. Aquestes capelles estaven dedicades a Santa Maria Cleofé, a la dreta, i Santa Magdalena, a l'esquerra.
L'interior del recinte combina les tipologies de nínxols apilats i enterraments sota terra. Tot el conjunt és voltat per una tàpia.